# Dobec
Dobec je naselje v Občini Cerknica.

## Prebivalstvo
Etnična sestava 1991:
- Slovenci: 47 (97,9 %)
- Neznano: 1 (2,1 %)